# Grand-riu
Grandrif és un municipi francès situat al departament del Puèi Domat i a la regió d'Alvèrnia-Roine-Alps. L'any 2007 tenia 186 habitants.

## Demografia

### Població
El 2007 la població de fet de Grandrif era de 186 persones. Hi havia 89 famílies de les quals 40 eren unipersonals (27 homes vivint sols i 13 dones vivint soles), 18 parelles sense fills, 27 parelles amb fills i 4 famílies monoparentals amb fills.
La població ha evolucionat segons el següent gràfic:
Habitants censats

### Habitatges
El 2007 hi havia 265 habitatges, 94 eren l'habitatge principal de la família, 146 eren segones residències i 25 estaven desocupats. 263 eren cases i 1 era un apartament. Dels 94 habitatges principals, 86 estaven ocupats pels seus propietaris, 4 estaven llogats i ocupats pels llogaters i 3 estaven cedits a títol gratuït; 1 tenia una cambra, 2 en tenien dues, 14 en tenien tres, 28 en tenien quatre i 49 en tenien cinc o més. 52 habitatges disposaven pel capbaix d'una plaça de pàrquing. A 49 habitatges hi havia un automòbil i a 33 n'hi havia dos o més.

### Piràmide de població
La piràmide de població per edats i sexe el 2009 era:
| Homes | Edats   | Dones |
| ----- | ------- | ----- |
| 0     | 95 o +  | 0     |
| 0     | 90 a 94 | 0     |
| 0     | 85 a 89 | 0     |
| 0     | 80 a 84 | 0     |
| 8     | 75 a 79 | 8     |
| 8     | 70 a 74 | 8     |
| 4     | 65 a 69 | 0     |
| 8     | 60 a 64 | 8     |
| 8     | 55 a 59 | 0     |
| 4     | 50 a 54 | 12    |
| 20    | 45 a 49 | 0     |
| 8     | 40 a 44 | 0     |
| 4     | 35 a 39 | 4     |
| 0     | 30 a 34 | 0     |
| 0     | 25 a 29 | 4     |
| 0     | 20 a 24 | 4     |
| 8     | 15 a 19 | 4     |
| 0     | 10 a 14 | 4     |
| 4     | 5 a 9   | 0     |
| 4     | 0 a 4   | 4     |

## Economia
El 2007 la població en edat de treballar era de 113 persones, 74 eren actives i 39 eren inactives. De les 74 persones actives 69 estaven ocupades (35 homes i 34 dones) i 4 estaven aturades (2 homes i 2 dones). De les 39 persones inactives 19 estaven jubilades, 6 estaven estudiant i 14 estaven classificades com a «altres inactius».

### Ingressos
El 2009 a Grandrif hi havia 83 unitats fiscals que integraven 169,5 persones, la mediana anual d'ingressos fiscals per persona era de 13.782 €.

### Activitats econòmiques
Dels 6 establiments que hi havia el 2007, 1 era d'una empresa extractiva, 1 d'una empresa de comerç i reparació d'automòbils, 1 d'una empresa de transport, 2 d'empreses d'hostatgeria i restauració i 1 d'una empresa classificada com a «altres activitats de serveis».
Dels 4 establiments de servei als particulars que hi havia el 2009, 1 era una oficina de correu, 1 perruqueria i 2 restaurants.
L'any 2000 a Grandrif hi havia 17 explotacions agrícoles que ocupaven un total de 272 hectàrees.

## Equipaments sanitaris i escolars
El 2009 hi havia una escola elemental.

## Poblacions més properes
El següent diagrama mostra les poblacions més properes.